# 제501군사정보여단
제501군사정보여단(영어: 501st Military Intelligence Brigade (501st MIB))은 미국 육군 정보보안사령부의 예하 여단이다. 별명은 "Red Dragons→붉은 용"모토는 'Strike with fire→불로 타격한다'이다.
현재 주한 미군의 일원으로서 북한에 대한 감시 및 첩보 임무를 수행하여 얻은 정보를 제8군, 미국 태평양 육군, 미국 인도-태평양 사령부에 제공하고 있다.

## 역사

### 한국 전쟁
한국 전쟁이 발발한지 4개월 뒤, 미국 육군 보안국(ASA)은 1950년 10월 13일에 앞서 한반도 전역에 전개한 모든 ASA 부대를 통제하기 위한 부대를 구상하고, 1주일 뒤인 10월 20일에 미국 본토의 버지니아주 캠프 피케트에서 제501통신정찰단을 창설하였다.
제501통신정찰단은 이듬해 1951년 5월 28일에 캘리포니아주 캠프 스톤먼으로 옮겨가 그곳에서 한반도로 가는 수송선을 타고 약 6월 25일에 부산항에 당도하였다. 7월 1일, 한번 더 배를 타고 인천항으로 옮겨가서 7월 15일에 서울 경기중학교 주건물에 지휘소를 차리고 임무를 개시하였다.

### 전쟁 이후
- 1953년 7월, 예하 조직이 3개 대대와 5개 중대로 재편성되었다.
- 1956년 1월 28일, 제501통신정찰단이 제501육군보안청단으로 개편되었다.
- 1957년 10월 15일, 제501육군보안국단이 해체되고 인원과 임무가 제508보안단에 계승되었다.
- 1977년 4월 1일, 대한민국 서울특별시 용산구 캠프 코이너에서 임시로 재소집되었다.
- 1978년 1월 1일, 보안국이 정보보안사령부(INSCOM)으로 대체되어 제501보안국단에서 제501군사정보단으로 재구성되었다.
- 1986년 10월 16일, 육군 가이드라인에 따라 여단으로 승격되었다.

## 부대

### 현재

소속 대대의 고유부대휘장
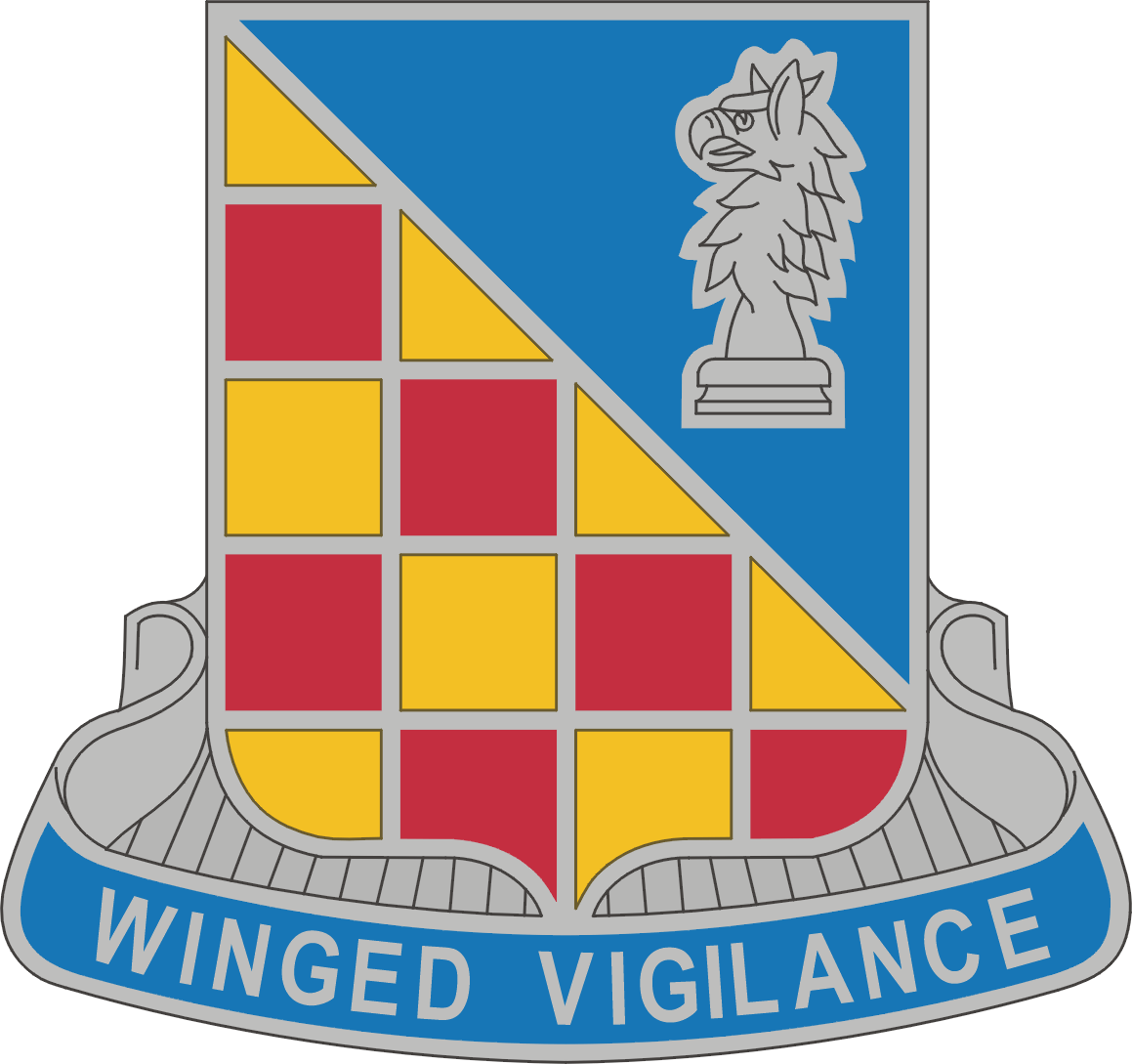
제3군사정보대대
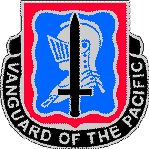
제368군사정보대대
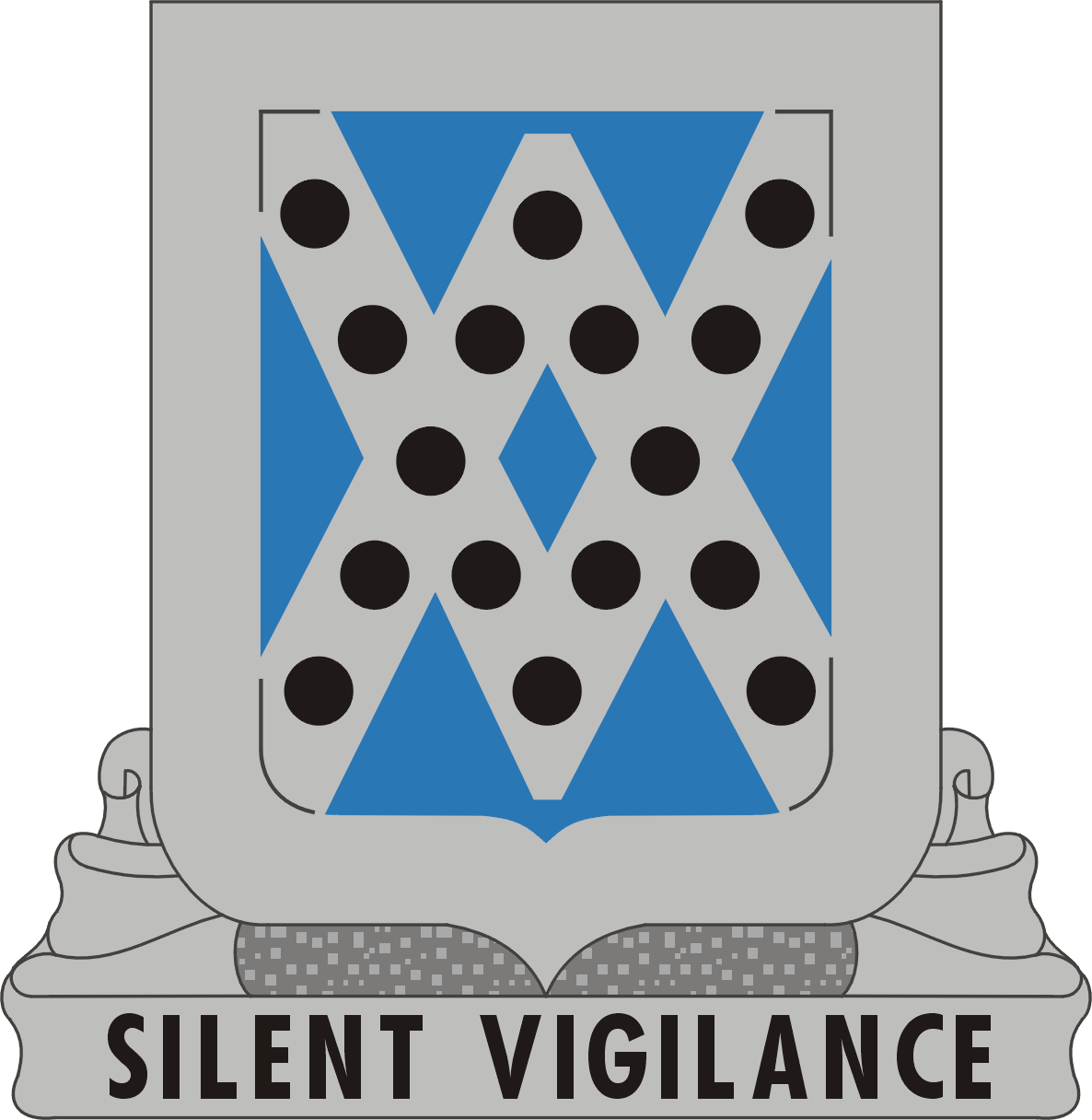
제524군사정보대대
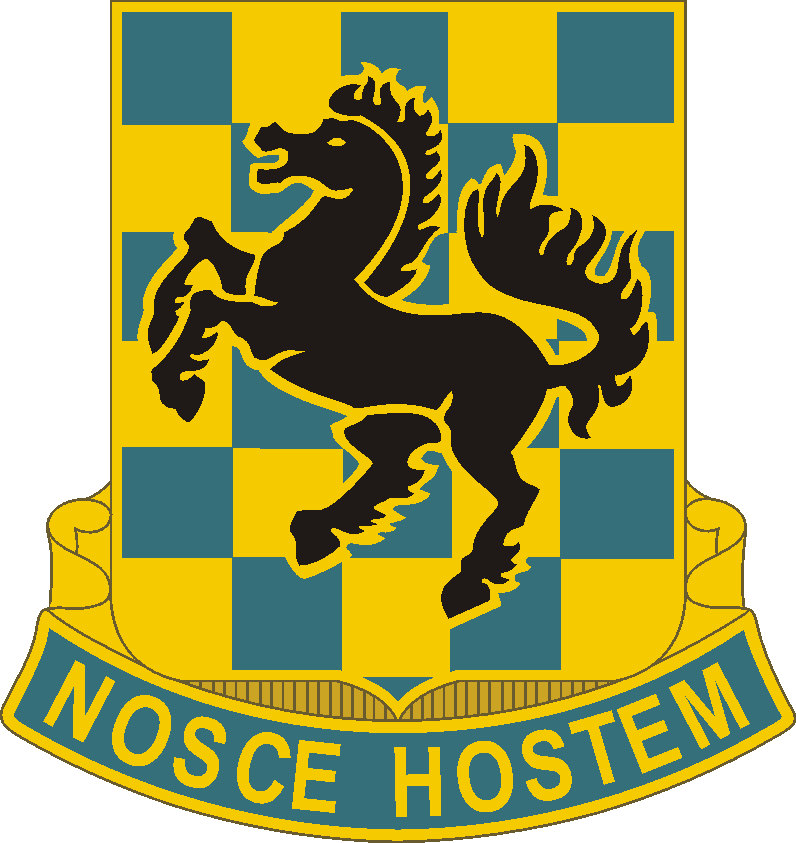
제532군사정보대대
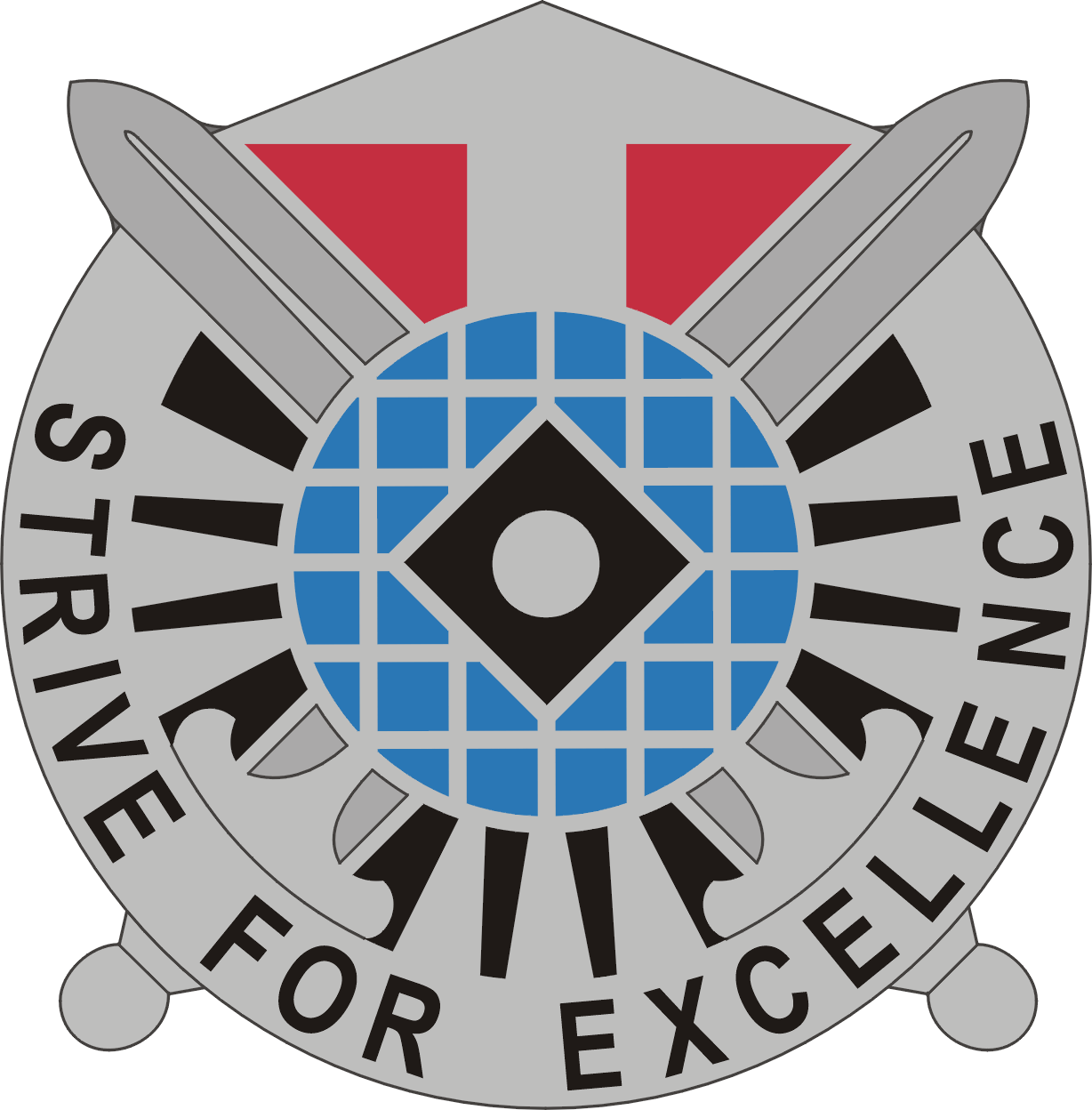
제719군사정보대대

- 제3군사정보대대 (항공 첩보), 캠프 험프리스
- 제368군사정보대대 (연방 예비군), 캘리포니아주 캠프 파커스
- 제524군사정보대대, 캠프 험프리스
- 제532군사정보대대 (작전), 캠프 험프리스
- 제719군사정보대대 (지원), 캠프 험프리스

### 한국 전쟁: 제501통신정찰단
- 제351통신정찰중대 - 제8군 지원
- 제352통신정찰중대 - 제8군 지원
- 제303통신정찰대대
  - 제326통신정찰중대 - 제1(I)군단 지원
- 제304통신정찰대대
  - 제329통신정찰중대 - 제9(IX)군단 지원
- 제301통신정찰대대
  - 제330통신정찰중대 - 제10(X)군단 지원

## 기록

### 계보
- 1950년 10월 13일, Headquarters and Headquarters Company, 501st Communication Reconnaissance Group
정규군에 배정
→제501통신정찰단
- 1956년 7월 1일, Headquarters and Headquarters Company, 501st Army Security Agency Group
→제501육군보안청단
- 1978년 1월 1일, (Headquarters and Headquarters Company, 501st Military Intelligence Group
→제501군사정보단, 본부 및 본부중대
- 1986년 10월 16일, Headquarters and Headquarters Company, 501st Military Intelligence Brigade
→제501군사정보여단, 본부 및 본부중대
- 1992년 10월 16일, Headquarters and Headquarters Detachment, 501st Military Intelligence Brigade
→제501군사정보여단, 본부 및 본부분견대
- 1995년 11월 16일, Headquarters and Headquarters Company, 501st Military Intelligence Brigade
→제501군사정보여단, 본부 및 본부중대

### 전역
| 스트리머  | 내역 |
| --------- | --- |
| 한국 전쟁 | - CCF 춘계공세 - UN 하계-추계 공세 - 한국의 두번째 겨울 - 한국, 1952년 하계-추계 - 한국의 세번째 겨울 - 한국, 1953년 여름 |

### 스트리머
| 스트리머                  | 내역                              | 명령서                         |
| ------------------------- | --------------------------------- | ------------------------------ |
| 대한민국 대통령 부대 표창 | 1951년 7월 15일 ~ 1953년 4월 30일 | 미국 육군부 일반명령 제53-76호 |
| 공로부대표창              | 1951년 7월 1일 ~ 1953년 7월 27일  | 미국 육군부 일반명령 제53-78호 |

## 참고
1. ↑  “General Orders No. 76” (PDF) (영어). Washington D.C.: Department of Army. 1953년 10월 13일. 2023년 8월 21일에 확인함.
2. ↑  “General Orders No. 78” (PDF) (영어). Washington D.C.: Department of Army. 1953년 10월 16일. 5쪽. 2019년 12월 8일에 원본 문서 (PDF)에서 보존된 문서. 2019년 12월 9일에 확인함.

- “Headquarters and Headquarters Company 501st Military Intelligence Brigade” (영어). 미국 육군 역사관. 2005년 8월 15일. 2017년 10월 21일에 확인함.
- “501st Military Intelligence Brigade”. 《globalsecurity.org 언어=en》. 2023년 8월 18일에 확인함.}
- 오연호 (2000년 2월 22일). “김대중의 집무실은 안전한가, 주한미군 전자도청부대 501”. 오마이뉴스. 2012년 3월 8일에 확인함.
- 이정훈 (2003년 6월 19일). “실체 드러낸 美 ‘501 정보여단’”. 동아닷컴. 2012년 3월 8일에 확인함.